# Hereplein 6-7 (Groningen)
Het pand Hereplein 6-7 in de stad Groningen is een dubbele vrijstaande villa in ecletische stijl, die is aangewezen als rijksmonument.

## Beschrijving

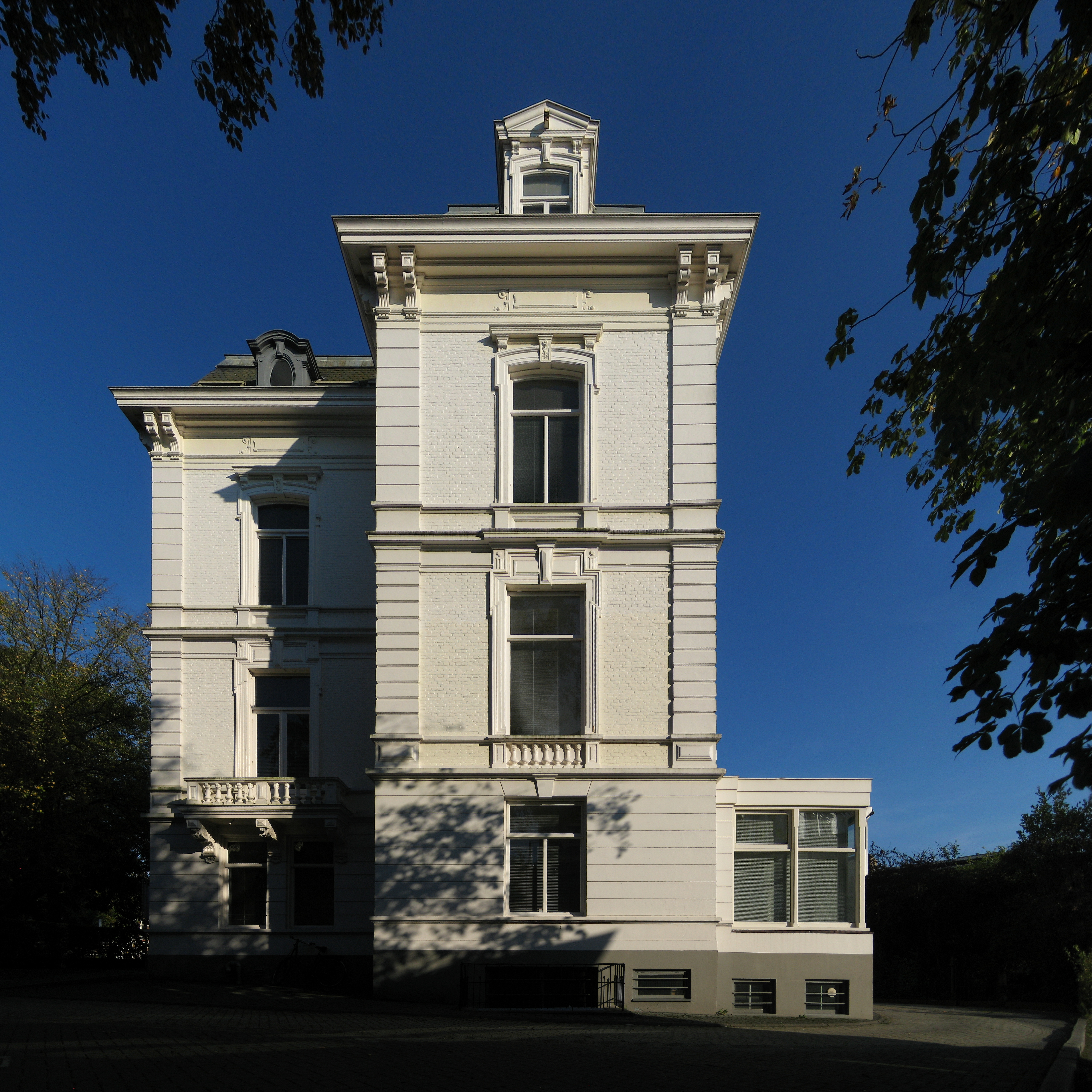
De noordwestelijke zijde van de dubbele villa (2011)

De dubbele villa, die op de zuidwestelijke hoek van het Hereplein staat, werd in 1882 gebouwd in opdracht van de Groninger hoogleraar W.M.H. Sänger (1833-1898). Wie de villa heeft ontworpen, is niet bekend. Het was een van de eerste panden die werden gebouwd op het terrein van de voormalige vestingwerken van de stad Groningen, die na de invoering van de Vestingwet 1874 werden ontmanteld.
Het pand is gebouwd op een hoofdzakelijk rechthoekig grondplan en bestaat uit drie bouwlagen onder een afgeknot schilddak, dat is belegd met leisteen in maasdekking. In de gepleisterde en witgesausde buitenmuren zijn schijnvoegen en bosseringen aangebracht. De bouwlaag op de begane grond, die iets minder hoog en soberder gedecoreerd is dan de twee daarboven, is vormgegeven als souterrain. De eerste verdieping van het pand is een bel-etage, die aan de kant van het Hereplein is voorzien van een balkon met een balustrade, dat rust op van rolwerk voorziene consoles. De vensters op deze verdieping zijn rechtgesloten en versierd met in stuc uitgevoerd geprofileerd lijstwerk, waarboven grote sluitstenen zijn aangebracht. In de zuidoostelijke gevel van de bel-etage bevindt zich een gestucte en van schijnvoegen voorziene risaliet, waarin een erker is aangelegd met daarnaast een terras. Dat wordt omsloten door een hekwerk van smeedijzer, dat overgaat in een gepleisterde omlopende band. Op de tweede verdieping zijn de vensters gesloten met segmentbogen en eveneens versierd met geprofileerd lijstwerk. Daarboven zijn cartouches aangebracht. De gevels worden aan de bovenzijde beëindigd door een omlopende en in pleisterwerk uitgevoerde kroonlijst met daarboven een geprofileerde bakgoot, die op de hoeken rust op dubbele consoles. Op de dakverdieping bevindt zich zowel aan de voorzijde als aan de noordwestzijde een kajuit met een timpaan. In de dakschilden zijn op enkele plaatsen oeils de boeuf aangebracht.
Het pand heeft sinds 1939 een kantoorfunctie en is daartoe inwendig verbouwd.
Waardering
De villa is aangewezen als rijksmonument, onder meer vanwege "de esthetische kwaliteiten van het ontwerp die onder andere tot uiting komt in de robuuste proporties van de onderdelen en het zorgvuldig uitgevoerde decoratieschema van de gevels" en zijn waarde als "zeer belangrijk element in de hoogwaardige stedebouwkundige structuur van de singelreeks langs de zuidzijde van de binnenstad van Groningen".